# Kindergottesdienst

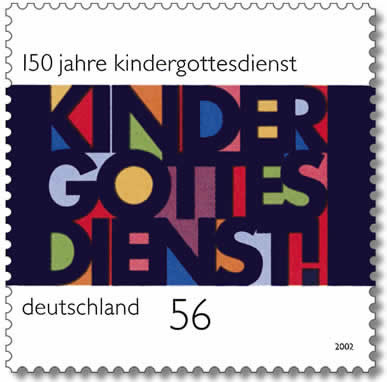
150 Jahre Kindergottesdienst, Briefmarkenausgabe der Deutschen Post von 2002.

Sonntagsschüler beim ersten europäischen Baptistenkongress in Berlin (1908)

Kindergottesdienst ist ein für Kinder bestimmter Gottesdienst.
In den evangelischen Landes- und Freikirchen findet der Kindergottesdienst regional unterschiedlich entweder parallel oder zeitlich versetzt zum Gottesdienst der Erwachsenen statt.
Ähnliches gilt für die katholische Kirche. Seit 1977 gibt es das römische Kinderdirektorium, das weltweit gilt und verschiedene Gottesdienstformen empfiehlt, die Kinder entsprechend ihrer Entwicklungsstufe mitfeiern können.
Im Mittelpunkt von Kindergottesdiensten stehen neben gemeinsamen Liedern und Gebeten die Beschäftigung mit biblischen Erzählungen, anhand derer die Grundlagen christlichen Glaubens und Handelns vermittelt werden. Inhaltlich verwandt ist der Kindergottesdienst mit anderen Formen kindgemäßer Evangeliumsverkündigung wie Kinderbibelwochen und -tage, Familiengottesdienste u. a. m., die im evangelischen Bereich unter dem Begriff Kirche mit Kindern zusammengefasst werden.

## Geschichte
Vorgänger des heutigen Kindergottesdienstes war die Sonntagsschule, die 1825 durch Pfarrer Johann Wilhelm Rautenberg im Hamburger Stadtteil St. Georg erstmals in Deutschland eingerichtet wurde. Die Idee dazu kam von Johann Gerhard Oncken, der die Sonntagsschularbeit in England kennengelernt hatte. Zur Vorgeschichte des Kindergottesdienstes siehe deshalb den Abschnitt Geschichte der Sonntagsschule.
Der erste Kindergottesdienst Deutschlands im heutigen Sinne fand im Jahr 1850 in der Neustädter Kirche in Erlangen statt. Er wurde von dem dortigen Geologieprofessor Karl Georg von Raumer initiiert und vom amtierenden Stadtvikar Julius Schunck geleitet.

## Organisation
In erster Linie ist der Kindergottesdienst Sache der durchführenden Gemeinde. Diese stellt die Räumlichkeiten und sorgt für das leitende Personal. In vielen Gemeinden sind hauptamtliche Mitarbeiter (z. B. Pfarrer oder Jugendleiter) zwar an der Vorbereitung beteiligt, die eigentliche Durchführung jedoch liegt in den Händen eines ehrenamtlichen Helferkreises.
In der evangelischen Kirche sowie einigen Freikirchen werden die Themen des Kindergottesdienstes in der Regel dem "Plan für den Kindergottesdienst" entnommen. An den dort vorgeschlagenen Themen und biblischen Texten orientieren sich auch die meisten Materialhefte. Herausgegeben wird der Plan vom Gesamtverband für Kindergottesdienst in der EKD e. V., der unter wechselnden Bezeichnungen seit 1910 existiert. Neben der Herausgabe des Plans übernimmt der Gesamtverband auch die Organisation und Durchführung der Gesamttagung für Kindergottesdienst, welche mit einer Teilnehmerzahl zwischen 2000 und 4000 seit 1911 meist alle vier Jahre an wechselnden Orten stattfindet. Dabei handelt es sich um eine mehrtägige Schulungsveranstaltung für Mitarbeitende im Kindergottesdienst.

### Historische und theologische Grundlegung
- Carsten Berg: Gottesdienst mit Kindern. Von der Sonntagsschule zum Kindergottesdienst. Gütersloher Verlagshaus, Gütersloh 1987, ISBN 3-579-01746-2.
- Karl Heinz Voigt: Internationale Sonntagsschule und deutscher Kindergottesdienst. Eine ökumenische Herausforderung. Von den Anfängen bis zum Ende des Deutschen Kaiserreichs. Kirche – Konfession – Religion, Band 52. V&R unipress, Göttingen 2007, ISBN 978-3-89971-402-9.
- Paul Zauleck: Die kleinen Majestäten. Vom Dienst der Kirche an den Kindern. Eine Festschrift zum 50-jährigen Jubiläum des deutschen Kindergottesdienstes, Berlin 1913.
- Vom Dienst in der Sonntagsschule. Acht Vorträge gehalten beim Verbandskurs der Württemb. Sonntagsschulen im Januar 1908 herausgegeben vom Landesausschuß. Holland & Josenhans, Stuttgart 1908.

### Praxis des Kindergottesdienstes
- Manfred Hilkert (Hrsg.): Kindergottesdienst praktisch 2009: Mit Kindern Glauben feiern und verstehen. Gütersloher Verlagshaus, Gütersloh 2007, ISBN 3-579-05472-4.
- Bernd Schlüter, Jochem Westhof: Kindergottesdienst-Handbuch: Für Mitarbeiterinnen und Mitarbeiter. Gütersloher Verlagshaus, Gütersloh 2007, ISBN 3-579-05582-8.
- Adelheid Schnelle (Hrsg.): Gottesdienste mit Kindern 2007. Handreichung von Neujahr bis Christfest 2008. Evangelische Verlagsanstalt, Leipzig 2007, ISBN 3-374-02489-0.